# Abràmovka (Primórie)
|  | Per a altres significats, vegeu «Abràmovka». |

Abràmovka (en rus: Абрамовка) és un poble del krai de Primórie, a l'Extrem Orient de Rússia, que en el cens del 2010 tenia 818 habitants.